# Париж (лінійний корабель, 1849)
«Париж» (рос. дореф. «Парижъ») — 120-гарматний вітрильний лінійний корабель типу «Дванадцять апостолів» Чорноморського флоту Російської імперії. Другий флагманський корабель ескадри віцеадмірала П. С. Нахімова під прапором контрадмірала Ф. М. Новосильського під час Сінопської битви 18 листопада 1853 року.

## Опис
Один із трьох вітрильних 120-гарматних лінійних кораблів типу «Дванадцять апостолів», що будувалися в Миколаєві протягом 1838—1852 років. Кораблі цього типу були найбільш досконалими вітрильними кораблями російського флоту того часу. Вони не мали рівних серед вітрильних кораблів за бойовими якостями, при цьому були добре декоровані. «Париж» мав традиційну конструкцію плоскої корми з критими бічними галереями і вигнутими гакабортами. Кормова площина корабля була прикрашені різьбленими, позолоченими фризами із завитків аканта і двоголовим орлом у центрі.
Водотоннажність корабля становила 4790 тонн, довжина між перпендикулярами — 63,6 метра, довжина по гондеку — 64,6 метра, ширина — 18,1 метра, осадка — 7,7 метра.
Озброєння корабля, за відомостями з різних джерел, становило від 120 до 130 гармат в залежності від року служби. Так, спочатку озброєння «Парижу» складалося з двадцяти восьми 68-фунтових бомбичних і чотирьох 36-фунтових довгоствольних гармат на нижній палубі. На середній і верхній палубах розміщувалися по тридцять чотири 36-фунтові короткоствольні гармати. Ще двадцять чотири 24-фунтових, дві 24-фунтові гуннади, дві 24-фунтові, дві 12-фунтові, дві 12-фунтові і дві 8-фунтові карронади знаходилися на баці і чвертьпалубі.
У 1853 році склад батареї дещо змінився. Короткоствольні гармати на верхній палубі були замінені на таку ж кількість 36-фунтових гуннад, а на баці і чвертьпалубі з озброєння залишили тільки двадцять чотири 24-фунтові гуннади.
За іншими даними, озброєння корабля включало  двадцять вісім 68-фунтових бомбичних гармат, тридцять вісім 34-фунтових чавунних гармат, тридцять чотири 36-фунтові і дві 24-фунтові гармати-карронади, дві 24-фунтові, дванадцять 12-фунтових і дві 8-фунтові карронади, два 10-фунтових чавунних десантних єдинороги і чотири 3-фунтові фальконети. Екіпаж корабля складав близько 1000 осіб.
Корабель названо на честь вступу російських військ до Парижа 18 березня 1814 року під час війни шостої коаліції. Він був останнім із трьох вітрильних лінійних кораблів російського флоту, що носили це ім'я. До цього однойменні кораблі будувалися в 1814 і 1826 роках, обидва раніше побудованих корабля також несли службу в складі Чорноморського флоту.

## Історія
Закладений у Миколаєві на стапелі Спаського адміралтейства 21 травня 1817 року за кресленнями начальника Миколаївського корпусу корабельних інженерів полковника І. Д. Воробйова, головний будівник — підполковник корпусу корабельних інженерів у С. І. Чернявський. В добудові корабля брав участь П. І. Трофимов. Вартість підряду на спорудження корабля становила 339 160 рублів.
Після спуску на воду 24 травня 1820 року, не раніше травня 1850 року перейшов до Севастополя і увійшов до складу Чорноморського флоту Російської імперії.
Під час військової кампанії Російської імперії 1850—1852 років у складі ескадр кораблів Чорноморського флоту брав участь у практичних і крейсерських плаваннях у Чорному морі. При цьому 1852 року командир корабля, В. І. Істомін, був нагороджений орденом Святого Володимира III ступеня. Під час кампанії наступного 1853 року в липні і серпні також брав участь у практичному плаванні, а під час навчальної атаки флоту на Севастопольський рейд 12 серпня перебував на боці тих, хто атакував. У кампанію того ж року з 17 вересня до 2 жовтня у складі ескадри віцеадмірала П. С. Нахімова брав участь у перевезенні військіз Севастополя до Сухум-Кале для посилення оборони на Кавказі. Так, на кораблі було перевезено 1483 солдатів і офіцерів Волинського полку 13-ї дивізії.

### Під час Кримської війни
Брав участь у Кримській війні. 29 жовтня 1853 року в складі ескадри віцеадмірала В. О. Корнілова брав участь у пошуках турецького флоту спочатку біля румелійського, а потім біля анатолійського берегів. Знайти ворожі судна не вдалося і ескадра, після передання частини кораблів 6 листопада до складу ескадри П. С. Нахімова, 11 листопада повернулася до Севастополя.
Наступного дня корабель знову вийшов у море вже у складі ескадри під загальним командуванням контрадмірала Ф. М. Новосильського. Ескадра вийшла з метою посилення ескадри П. С. Нахімова, яка на той момент блокувала турецький флот у Сінопі. Дорогою на кораблях «Селафиїл» і «Уриїл» почалося затікання води, що змусило їх покинути ескадру і повернутися до Севастополя. Через чотири дні, 16 листопада, ескадра Новосильського з кораблів «Три Святителі», «Великий князь Костянтин» і «Париж» приєдналася до ескадри Нахімова коло мису Пахіос, посиливши її вдвічі.
17 листопада 1853 року до ескадри приєднався фрегат «Кулевчі», що доставив Нахімову припис О. С. Меншикова за можливості щадити місто Сіноп, щоб не дати європейським країнам приводу до війни. Нахімов, побоюючись підходу до противника підкріплень, вирішив наступного дня розпочати бій.

#### Сінопська битва

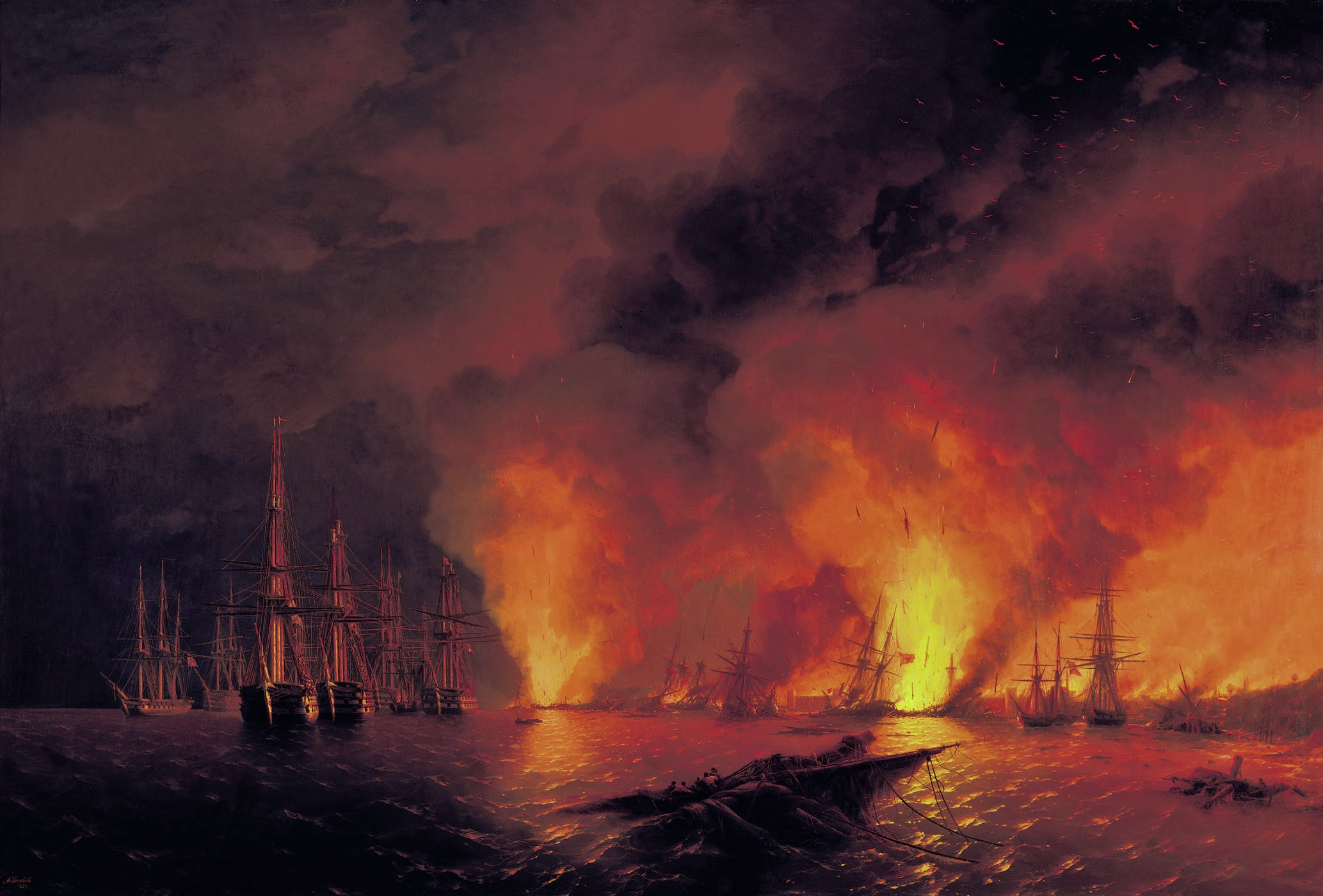
«Сінопський бій 18 листопада 1853 (ніч після бою)», картина І. К. Айвазовського, 1853

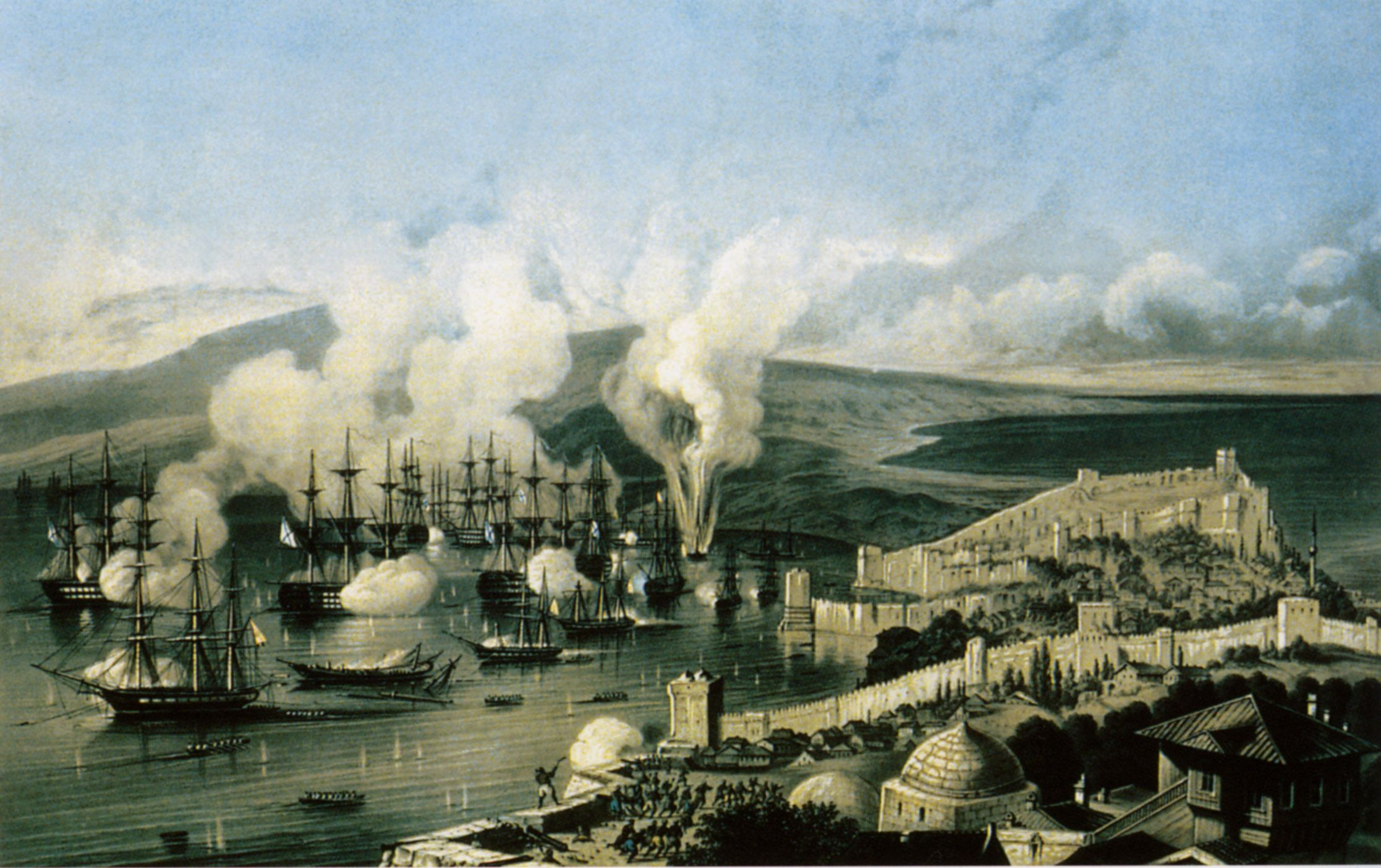
«Сінопська битва 18 листопада 1853 року», картина О. П. Боголюбова, 1860. Другим зліва зображено лінійний корабель «Париж»

Переночувавши за 10,5 миль на північний схід від Сінопського перешийка, російська ескадра вишикувалася у дві колони: праву повів Нахімов на флагманському кораблі «Імператриця Марія», ліву колону на чолі з кораблем «Париж» вів Ф. М. Новосильський. Кораблі другої колони ескадри протистояли правому флангу бойової лінії турків.
«Париж» відкрив вогонь ще на ходу, не доходячи до відведеного йому місця. Ставши на шпринг, корабель відкрив вогонь по центральній батареї № 5, внаслідок чого більша її частина впала в море. Знешкодивши батарею, «Париж» зосередив свій вогонь на турецьких кораблях: 22-гарматному корветі «Гюлі-Сефід» і 56-гарматному фрегаті «Даміад». Втративши фок-щоглу і кілька гармат, на корветі виникла пожежа, і вогонь став поступово добиратися до крюйт-камери. Близько першої години дня турецький корабель вибухнув, після чого «Париж», відкривши вогонь по флагманському фрегату «Ауні-Аллах», що дрейфував поруч після вогню «Імператриці Марії», вразив його поздовжніми пострілами.
Згодом фрегат «Даміад» обрубав ланцюг і вийшов з бойової лінії турецької ескадри. Течією і вітром його відкинуло до південно-західного берега півострова, де він сів на мілину. Тоді «Париж» повернувся на шпринзі й відкрив вогонь по 64-гарматному фрегату «Нізаміє». Близько другої години дня обидві його щогли було збито, а сам фрегат викинувся на берег, після чого «Париж» знову зосередив свій вогонь на пошкодженій батареї № 5.
Під час бою віцеадмірал П. С. Нахімов хотів висловити В. І. Істоміну подяку, але сигнал було ні на чому підняти: всі фали виявилися перебиті. Тоді Нахімов, незважаючи на обстріл, послав на шлюпці свого флаг-офіцера (старшого ад'ютанта при штабі) Ф. Х. Острено, і той привітав командира «Парижа» з відмінною стрільбою.
За підтримки кораблів «Ростислав», «Кагул» і «Кулевчі», «Париж» змусив припинити опір останніх діючих берегових батарей № 5 і 6, на яких під кінець бою вціліло тільки кілька гармат.
Під час бою «Париж» випустив більше бомб, ніж будь-який інший корабель — 70 з 188, що мав на борту. Загальна кількість зроблених «Парижем» пострілів під час бою — 3944. Втрати серед екіпажу склали одного убитим і вісімнадцять поранених. Корабель дістав 16 пробоїн, а також пошкодження корми, гальюну і гондека. Незважаючі на значні пошкодження, «Париж» повернувся до Севастополя не на буксирі, а під своїми вітрилами.
За відмінність у битві командир корабля, капітан 1-го рангу В. І. Істомін, 28 листопада 1853 року був проведений у контрадмірали.

#### Подальша доля
Відразу після бою екіпажами кораблів почалося закладання пробоїн, лагодження вітрил і рангоутів. 19 листопада о четвертій годині дня на підмогу російській ескадрі прибув пароплав «Громоносець». 20 листопада ремонт завершився, і ескадра вирушила додому. Першу добу паровий фрегат «Крим» буксирував «Імператрицю Марію», «Одеса» — корабель «Великий князь Константин» під прапором Нахімова, «Херсонес» вів корабель «Три Святителі», а «Громоносець» — «Ростислава». З часом хвилювання на морі змусило відмовитися від буксирів, і всі кораблі ескадри пішли під вітрилами.
22 листопада ескадра прибула до Севастополя. За наказом О. С. Меншикова екіпажи ескадри, що прибула з Туреччини, де в цей час спалахнула епідемія холери, провели три дні в карантині.
У січні наступного 1854 року за наказом адмірала В. О. Корнілова силами екіпажу корабля була побудована берегова батарея, названа «Паризькою». У квітні того ж року корабель зайняв позицію на рейді в районі Курячої балки, а в 1855 році перейшов на позицію між четвертою і Павлівською батареями, на той час на ньому залишалися 214 осіб екіпажу і 82 гармати.
28 серпня 1855 року лінійний корабель «Париж» був затоплений на Севастопольському рейді під час залишення міста гарнізоном. Після війни під час розчищення Севастопольської бухти в 1857—1859 роках металеві частини корабля підняли на поверхню, а корпус підірвали.

## Командири
- В. І. Істомін (1850—1854);
- П. О. Перелешин (1855).

## В культурі
Другий флагманський корабель ескадри П. С. Нахімова під час Сінопської битви неодноразово зображувався відомими художниками. «Париж» зображений другим зліва на картині О. П. Боголюбова «Сінопська битва 18 листопада 1853 року» (1860), в центрі картин І. К. Айвазовського «Ескадра Чорноморського флоту перед входом на Севастопольський рейд» (1895), «120-гарматний корабель «Париж» (1854) і «Сінопський бій» (1853), де корабель зображено кормою до глядача, третім праворуч.

Корабель «Париж» також зображено на поштовій марці СРСР з серії «Адмірали Росії», присвяченої його командиру протягом 1850—1855 років, В. І. Істоміну.

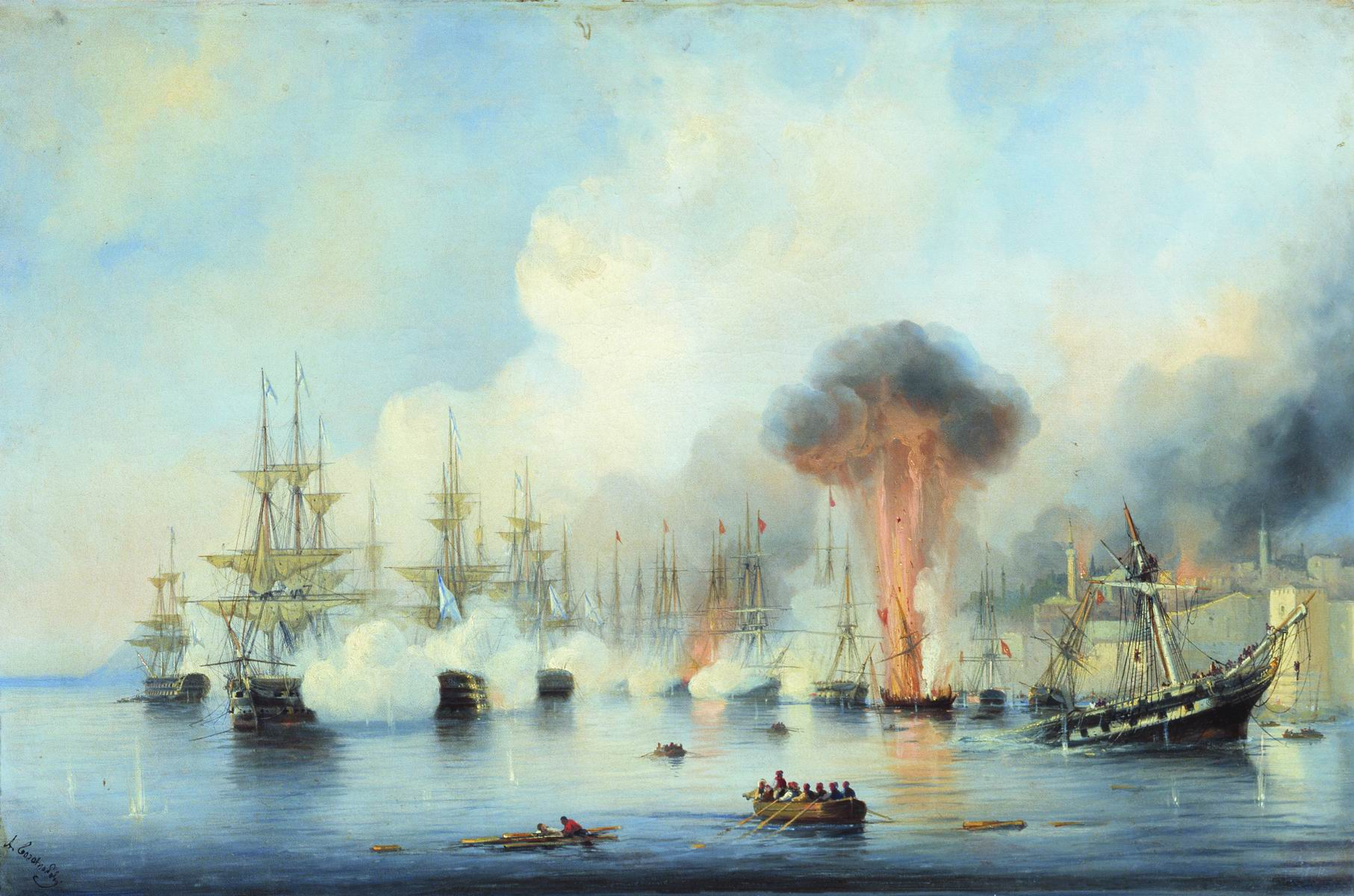
«Сінопська битва 18 листопада 1853 року», картина О. П. Боголюбова, 1860
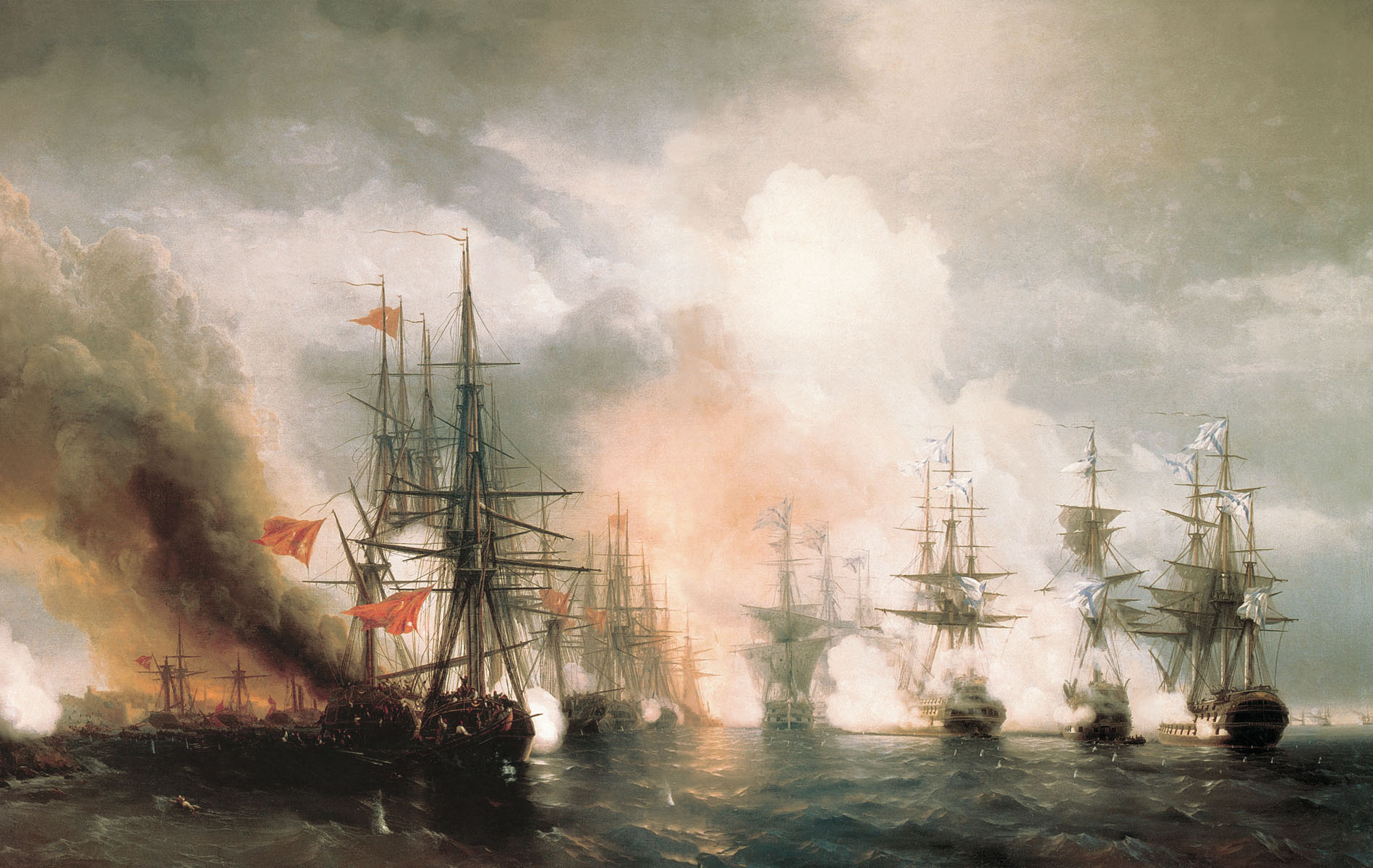
«Сінопський бій», картина І. К. Айвазовського, 1853
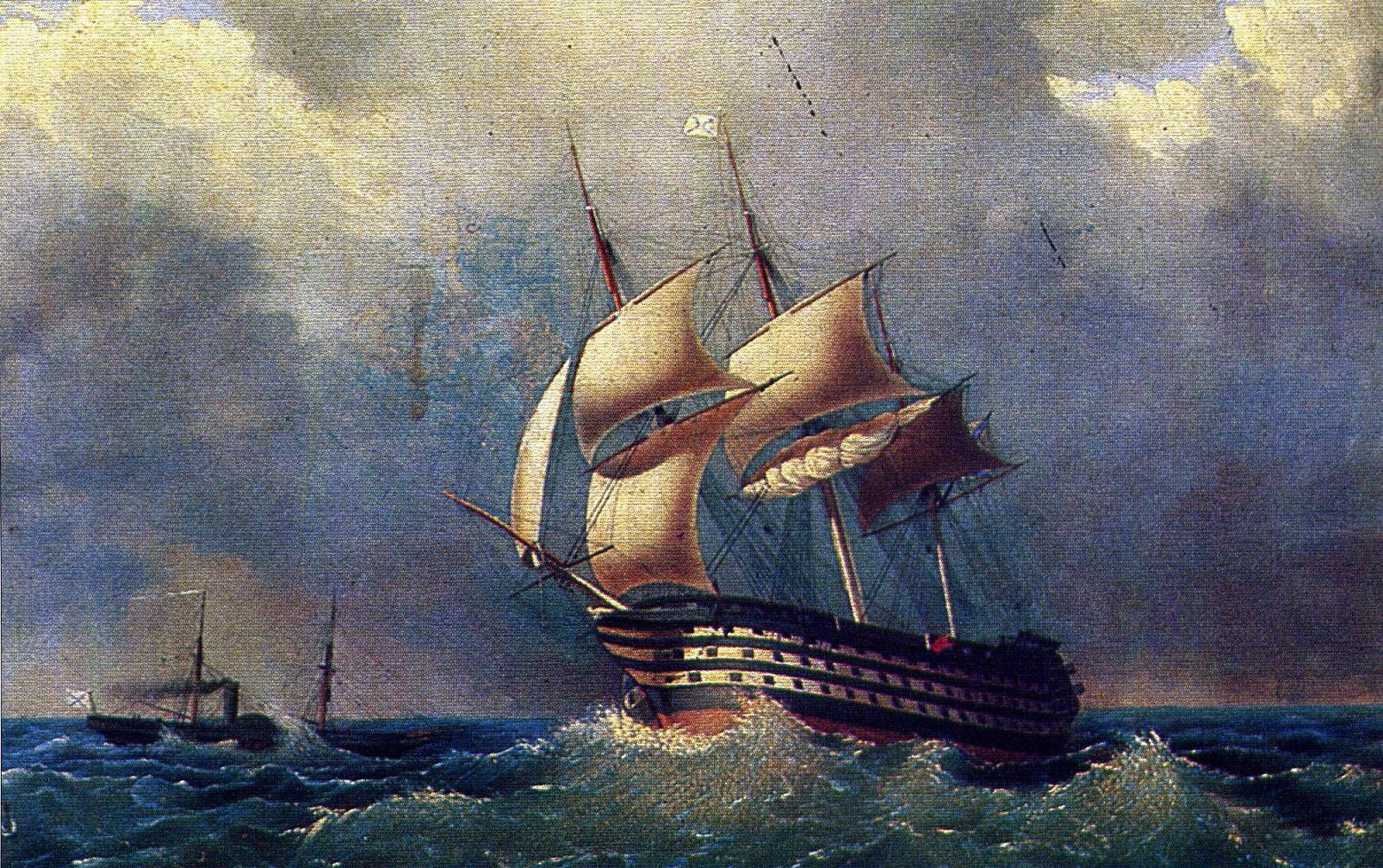
«120-гарматний корабель «Париж», картина А. І. Айвазовського, 1854
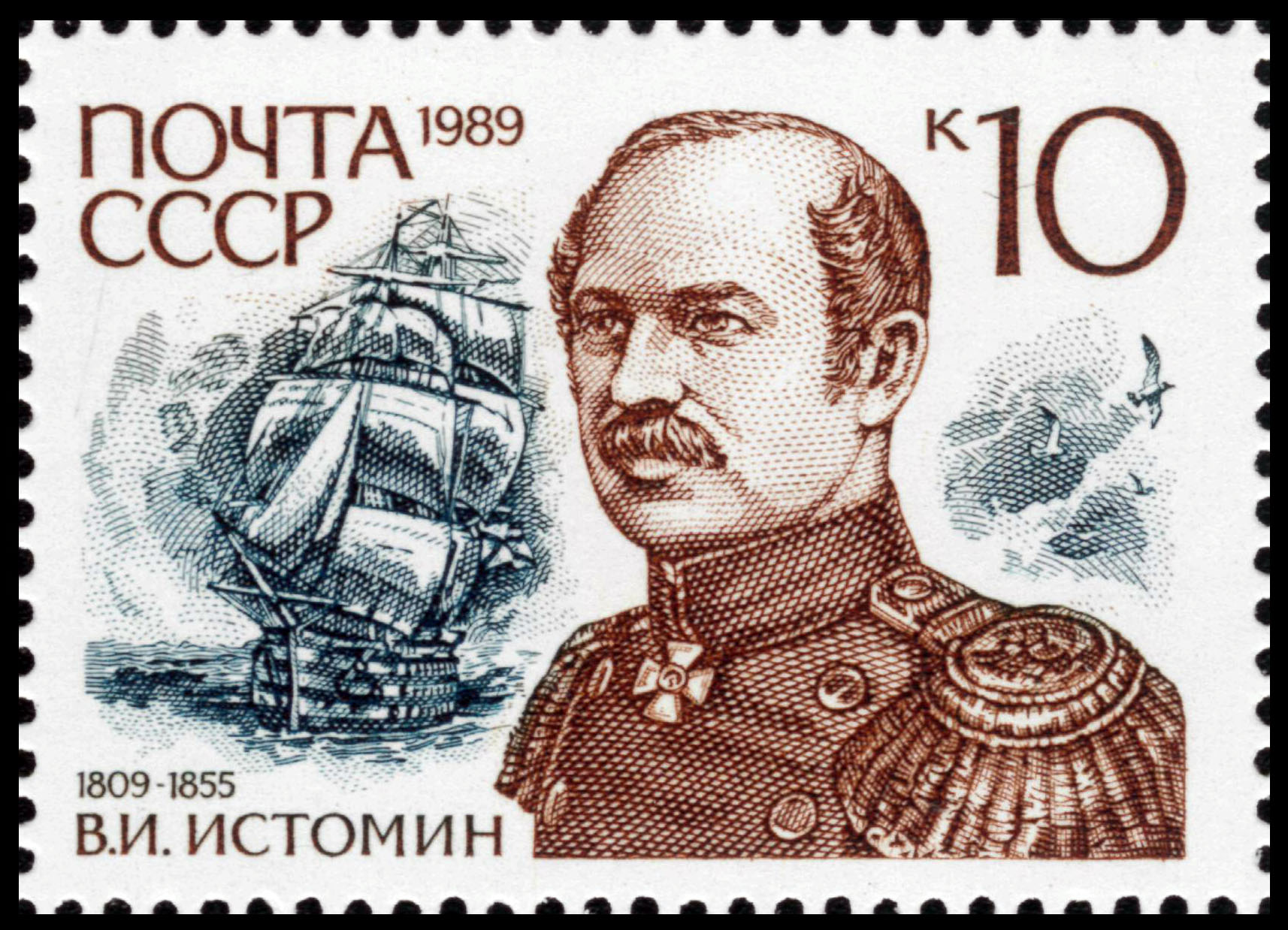
Поштова марка СРСР з зображенням «Парижу», 1989